# جايلز رينولدز
جايلز رينولدز (13 يوليو 1967 في ألمانيا - ) (بالإنجليزية: Giles Reynolds)‏ هو لاعب كريكت بريطاني. لعب مع Dorset County Cricket Club ‏ ونادي الكريكت في جامعة أكسفورد ‏.